# Piet Slager jr.
Petrus Josephus Theodorus (Piet) Slager ('s-Hertogenbosch, 12 november 1871 - 's-Hertogenbosch, 8 februari 1938) was een Nederlandse kunstschilder en tekenaar van portretten, figuren, landschappen en stillevens.
Door de lange tijd waarin hij verbonden was aan de Koninklijke School voor Nuttige en Beeldende Kunsten in 's-Hertogenbosch heeft hij een grote invloed gehad op veel latere schilders. Met name geldt dat voor de periode van circa 1920 tot aan zijn vertrek in 1936, toen de Koninklijke School onder leiding van Huib Luns een forse kwaliteitsslag maakte.

## Biografie

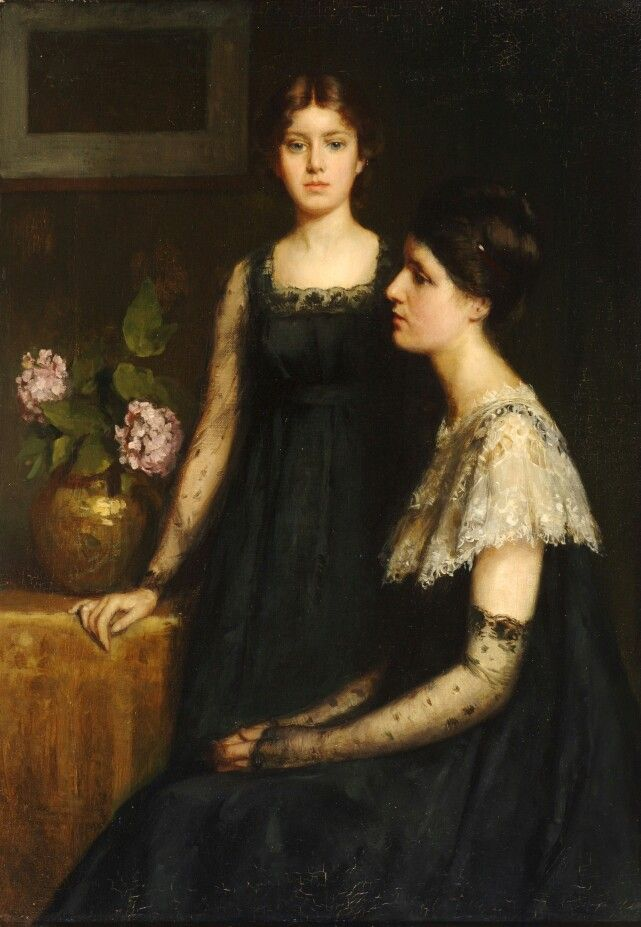
Piet Slager jr., Mijne zusters Jeanette en Corry (1908)

Piet Slager jr. werd geboren in 's-Hertogenbosch als oudste zoon van Piet Slager sr. en Catharina Maria Uijttenboogaert (1851-1916). Hij leert het vak van zijn vader op de Koninklijke School waar hij, net als zijn vader, op jeugdige leeftijd (13 jaar) in de avonduren lessen gaat volgen. Piets vader vraagt voor hem een toelage aan van de Maatschappij tot Nut van 't Algemeen. In ruil hiervoor moet hij elk jaar nieuw werk laten zien waaruit een aanwijsbare ontwikkeling blijkt.
Onder leiding van Pieter de Josselin de Jong gaat hij in Drenthe schilderen. Op 24-jarige leeftijd gaat hij naar de Academie Antwerpen en na één jaar mag hij doorstromen naar het Hoger Instituut. Hij maakt een reis naar Parijs waar hij zijn studies voltooit en wordt, wederom evenals zijn vader, leraar aan de Koninklijke School in 's-Hertogenbosch. Hij is dan 27 jaar oud. Aan die school blijft hij ruim 37 jaar verbonden. Leerlingen van hem waren onder meer Aarnoud Paashuis, Marius de Leeuw, Charles Grips, Jan van den Thillart en Fiep Westendorp.
Piet gaf ook privéles, onder andere aan zijn zussen Jeannette en Corry, en aan Tom Slager, de laatste telg uit de schildersfamilie Slager. Door privélessen leert hij ook kunstenares Suze Velsen kennen. Hij trouwt in 1916 met haar en samen krijgen ze één dochter, Suze. Zij is de latere oprichtster van Museum Slager te 's-Hertogenbosch en is te zien op vele portretten in dit museum.
Hij was een begaafd landschapsschilder en evenals zijn vader een bekwaam portretschilder. Hij had een weliswaar trefzekere, maar ook iets lossere toets dan zijn vader, wat de invloed verraadt van het impressionisme. Met name in zijn stadsgezichten en landschappen is die invloed duidelijk aanwezig. Ze worden gekenmerkt door een goed gevoel voor sfeer. Uiteindelijk zou hij zich vooral bezighouden met het schilderen van portretten. De gegoede burgerij van 's-Hertogenbosch en omgeving mocht hij tot zijn clientèle rekenen. Ook leden van zijn eigen familie zijn herhaaldelijk door hem geschilderd. Zijn portretten zijn sober en hebben een aristocratisch allure.
Meer dan zijn vader neemt hij deel aan het verenigingsleven. Zo is hij een enthousiast aanhanger van de De Oeteldonksche Club.
Piet Slager jr. overlijdt op 66-jarige leeftijd wegens gezondheidsproblemen. Huib Luns schreef na het overlijden van Piet: 'Zijn naam zal, als die van zijn vader, onverbreekbaar aan de geschiedenis van het Bossche kunstleven verbonden blijven.'
Werk van Piet Slager jr. wordt natuurlijk tentoongesteld in Museum Slager, maar is ook te zien in het Van Abbemuseum te Eindhoven, het Noordbrabants Museum te 's-Hertogenbosch en het Teylers Museum in Haarlem.
In 1936 werd  te 's-Hertogenbosch een borstbeeld onthuld van Piet Slager jr., vervaardigd door de beeldhouwer August Falise.

## Varia

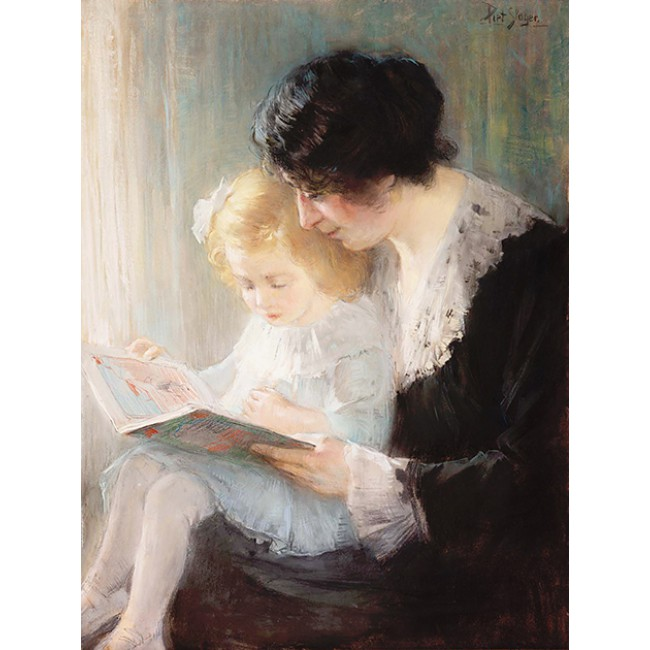
Piet Slager jr., Prentjes kijken

- Het schilderij Prentjes kijken, met daarop Piets vrouw die aan hun dochter voorleest, is gebruikt op posters en flyers ter gelegenheid van de Kinderboekenweek.
- In 1959 is in 's-Hertogenbosch een straat vernoemd naar Piet Slager, waarmee zowel Piet Slager sr. als Piet Slager jr. werden geëerd.